# Si-o-se Pol – Die letzten Tage des Parvis K.
Si-o-se Pol (persisch; Name der 33-Bogen-Brücke in Isfahan) ist ein Spielfilm des Regisseurs Henrik Peschel. Nach Uraufführung auf dem Cambridge Film Festival im September 2013 und Deutschlandpremiere bei den Internationalen Hofer Filmtagen im Oktober 2013 lief der Film auf 33 Filmfestivals weltweit und gewann 10 Auszeichnungen.
Im Dezember 2015 erfolgt der deutsche Kinostart unter dem Titel „Die letzten Tage des Parvis K.“

## Handlung
Der todkranke Parvis Karimpour will sich mit seiner Tochter Nasrin, seinem einzigen Kind, aussöhnen. Er flüchtet aus dem Iran und reist illegal mit einer Gruppe von Flüchtlingen auf einem Schlauchboot von Algerien nach Spanien. Dort angekommen, schlägt er sich nach Madrid durch, wo er seine Tochter vermutet.
Er findet Zuflucht in der von einer Wirtschaftskrise schwer angeschlagenen Metropole. Auf der Suche nach Nasrin begegnet er dem Italiener Fabrizio, einem gescheiterten Pianisten, der mittlerweile als Reinigungskraft seinen Lebensunterhalt verdient, und der ziellosen Deutschen Almut, die mit dem Gedanken spielt, einen Schmuckladen aufzumachen.
Auf der Suche nach der verlorenen Tochter finden die drei eine gemeinsame Aufgabe. Parvis schöpft wieder Hoffnung. Mit seinem Optimismus reißt er Fabrizio und Almut aus ihrer Lethargie. Einem neuen Hinweis folgend, macht sich das Trio in Almuts Auto Richtung Norden auf.

## Auszeichnungen
- 2014 Festival Grand Prize auf dem Arizona International Film Festival, USA
- 2014 Special Jury Peace Award auf dem Göteborg Independent Film Festival, Schweden
- 2014 Kim Daejung Nobel Peace Film Art Special Award auf dem Gwangju International Film Festival, Südkorea
- 2014 Best Cinematography für Kristian Leschner auf dem Harlem International Film Festival, New York City, USA
- 2014 Best Actor für Ramin Yazdani auf dem Bridge Film Fest, Mitrovica, Kosovo
- 2014 Special Prize for Human Rights Recognition, Oaxaca Filmfest, Mexiko
- 2014 Best Indie Feature auf dem IndieCork Film Festival, Irland
- 2014 Best Actor für Ramin Yazdani auf dem Film Festival of Tamil Nadu, Chennai, Indien
- 2015 Best Feature auf dem Cardiff Independent Film Festival, Großbritannien
- 2015 Best Foreign Language Feature auf dem Orlando Film Festival, USA